# نشان زرد

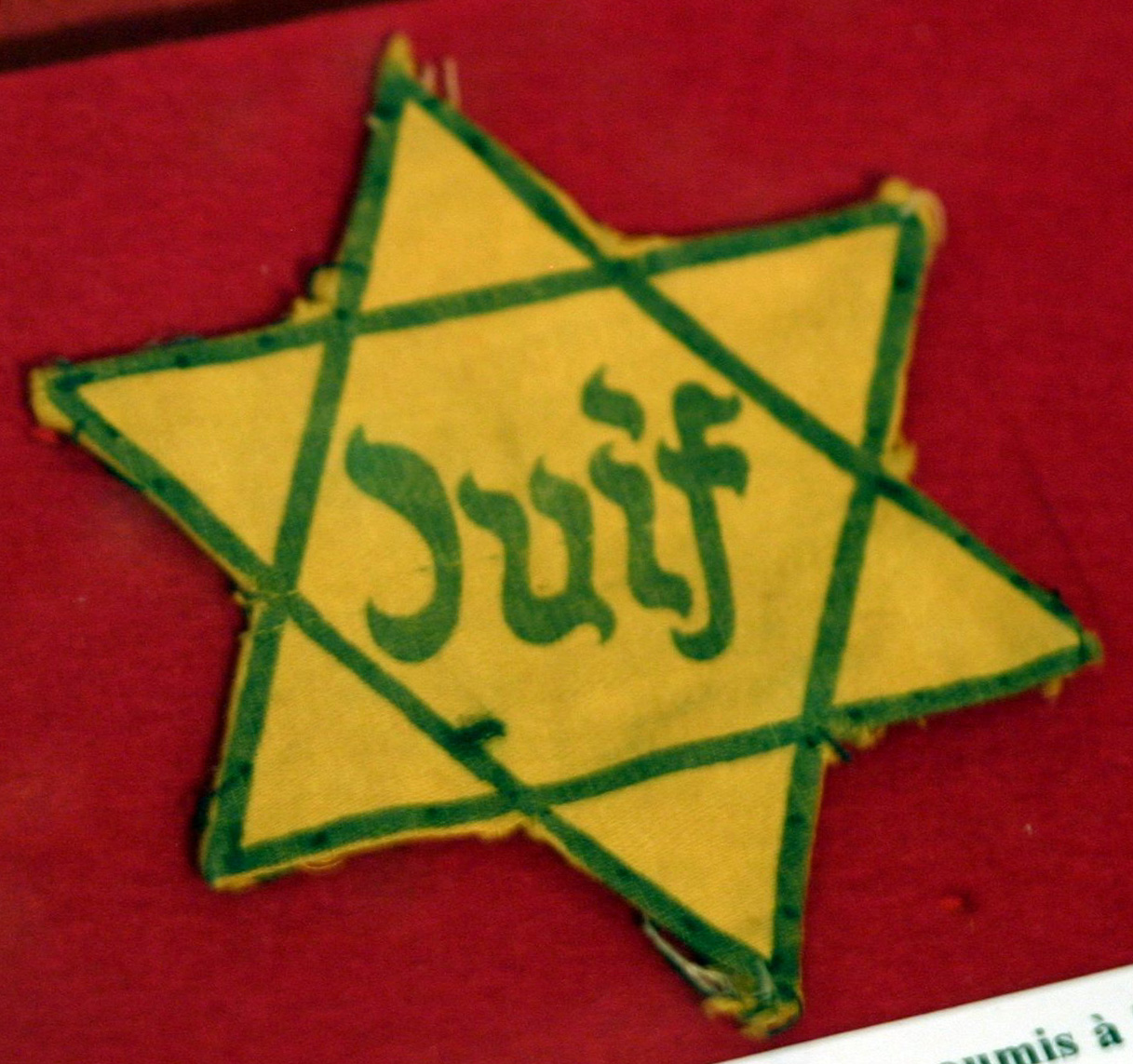
نشان زرد که در فرانسه استفاده می شد

نشان زرد (انگلیسی:Yellow badge) (آلمانی:Judenstern, lit) یا ستاره داود زرد علامت ستاره داود بود که یهودیان کشورهای خاصی در زمان های مشخصی با استفاده از پارچه زرد روی لباس های بیرونی خود می دوختند تا شناسایی شوند.

## موارد کاربرد

### جهان اسلام
پوشیدن نشان خاصی برای تمایز یهودیان و اهل ذمه از مسلمانان در سرزمین های تحت سلطه، به دوران خلافت عمر بن عبدالعزیز خلیفه اموی در اوایل قرن ۸ میلادی باز می گردد. این کار در زمان خلافت متوکل (۸۶۱-۸۴۷) گسترش یافت و تا قرن ها پس از آن نیز به صورت اجباری باقی ماند. یک سند از سال ۱۱۲۱ میلادی این اعلامیه را شرح می دهد که:
دو نشان زرد (نمایش داده شود)، یکی در سر و دیگری در گردن. علاوه بر این، هر یهودی باید یک نشان سربی که روی آن کلمه ذمی نوشته شده باشد را به گردن بیاویزد. او همچنین باید یک کمربند دور کمرش ببندد. زنان باید یک کفش قرمز و یک کفش سیاه بپوشند. همچنین یک زنگ کوچک به گردنشان آویزان کنند یا به  کفششان ببندند 